# باغ تیر حاجی‌آباد
باغ تیر حاجی‌آباد، روستایی از توابع بخش مرکزی شهرستان ارسنجان در استان فارس ایران است.

## جمعیت
این روستا در دهستان خبریز قرار دارد و براساس سرشماری مرکز آمار ایران در سال ۱۳۸۵، جمعیت آن ۸۱ نفر (۲۱خانوار) بوده‌است.